# 8320 ван Зеє
8320 ван Зеє (8320 van Zee) — астероїд головного поясу, відкритий 13 вересня 1955 року.
Тіссеранів параметр щодо Юпітера — 3,481.